# Mihovil Bogoslav Matković
Mihovil Bogoslav Matković (Medov Dolac, 1951.), hrvatski komunikolog, profesor, savjetnik za odnose s javnošću, organizator, publicist, urednik, glasnogovornik, stručni mentor;

## Životopis
Rodio se je u Medovu Docu. U Zagrebu je završio gimnaziju i Filozofski fakultet u Zagrebu (književnost i filozofiju). Profesor je hrvatskog jezika i književnosti i filozofije. Licencirani je stručnjak za odnose s javnošću. Radio je kao savjetnik ministra u ministarstvu državne imovine, u HEP-u, ZEOH-u kao viši stručnjak za informiranje, Viaduktu. Bio je suradnik Tima za obranu hrvatskih generala Gotovine i Markača u drugostupanjskom postupku na Haškom tribunalu 2012. godine. 1996. je godine bio organizator i suutemeljitelj Hrvatske udruge za odnose s javnošću, čiji je bio predsjednik 1988. – 2000. Bio je voditelj izaslanstva hrvatskih nevladinih udruga u audijenciji kod sv. Oca Ivana Pavla II. u srpnju 2000. u prigodi Svjetskog dana sredstava priopćavanja. Objavljivao je od 1970. objavljivao novinarske tekstove, novele, kritike, prikaze; za dnevne novine, časopise, radio, i dr. Bio je voditelj promidžbenog i opunomoćenik Hrvatskog svjetskog kongresa u Hrvatskoj 1993. – 1998., (projekt Otočna veza HEP publikacije). Potaknuo je i osmislio projekt obnove rodne kuće i otvaranja prvog Informativnog centra Nikole Tesle u Teslinoj rodnoj kući u  Smiljanu u prigodi obilježavanja 150. obljetnice rođenja Nikole Tesle s međunarodnim sudjelovanjem 2006.  te  proglašenje 2006. godine Godinom Nikole Tesle u Hrvatskoj.                       Autor eseja u časopisima, bio je sudionik brojnih tribina, znanstvenih skupova; promocija; autor analitičkih tekstova u elektroničkim medijima; sudionik TV rasprava i dr. Bio je organizator i urednik sljedećih izdanja:
- Scenarist i stručni koordinator dokumentarnog filma Plešivica – od imena do samostalnosti, Zagreb, 2019.
- "Slom lažnog proroštva", Goran Marić, Zagreb, 2015.
- "Ljudi, gradine, puti", monografija M. Dolac, 2011.
- "Kad priča završi:, Kristina Šušnjara, Zagreb, 2009.
- Organizator u koautor teksta dokumentarnog filma Stoljeće svjetla u Zagrebu, 2007.
- "Razvitak i energetika", Božo Udovičić, Zagreb, 1998.
- "More hrvatsko", monografija I. Pervan, Zagreb, 1996.
- Organizator i čl. Uredničkog vijeća izdanja Djela dr. Ante Starčevića u 8 knjiga, Zagreb, 1996. (u prigodi 100 obljetnice smrti)
- "Pretvorba početak početka", grupa autora, Zagreb, 1992.
- "Svjetlost Vukovara", Ivan Mravak, 1992.

## Izabrana djela
- Brijunski transkript - Jezik, semantičke i socio-semantičke odrednice, metaforika sintagma i pojmova – povijesni kontekst, Nova prisutnost: časopis za intelektualna i duhovna pitanja, Vol.XII No.1, ožujak 2014., Hrčak, hrcak.srce.hr